# Mascha Rabben
Mascha Rabben (* 1942 in Hamburg als Mascha Elm-Rabben) ist eine deutsche Schauspielerin, Fotomodell, Buchautorin und Übersetzerin.

## Leben
Rabben begann Ende der 1960er Jahre als Fotomodell für Modezeitschriften in Europa zu arbeiten. Schon bald wurde sie für den Film entdeckt. Anfang der 1970er Jahre war sie in einigen Spielfilmen von Regisseuren wie Roland Klick, Werner Schroeter, Rainer Werner Fassbinder und Robert van Ackeren zu sehen.
1973 reiste sie nach Indien und begegnete dort Bhagwan Shree Rajneesh. Daraufhin zog sie sich aus der Öffentlichkeit zurück und absolvierte ein Training als Therapeutin im Rajneesh Ashram in Pune. Unter ihrem Sannyas-Namen Ma Hari Chetana übersetzte sie mehrere Bhagwan-Bücher. Mitte der 80er Jahre verließ sie die Rajneesh Bewegung, zog in die USA und arbeitete dort als Schriftstellerin und Übersetzerin. Heute lebt sie in Los Angeles.

## Filmographie
- 1970: Deadlock
- 1970: Schulmädchen-Report: Was Eltern nicht für möglich halten
- 1970: Der Bomberpilot
- 1971: Salome
- 1972: Harlis
- 1973: Welt am Draht
- 1974: Die letzten Tage von Gomorrha